# Dark Red
Dark Red è il secondo album in studio del musicista statunitense Shlohmo, pubblicato il 7 aprile 2015 dall'etichetta True Panther Sounds.

## Critica
Su Metacritic Dark Red ha ricevuto una media voti di 69/100, basata su 15 recensioni. In generale ha ricevuto recensioni generalmente positive.

## Tracce
1. Ten Days of Falling – 4:46
2. Meet Ur Maker – 5:23
3. Buried – 6:55
4. Emerge from Smoke – 4:43
5. Slow Descent – 6:20
6. Apathy (featuring D33J) – 5:25
7. Relentless – 5:14
8. Ditch – 4:41
9. Remains – 3:28
10. Fading – 6:08
11. Beams – 5:23